# Saint-Tropez Open 2024 - Doppio
Il doppio del torneo di tennis professionistico Saint-Tropez Open 2024, facente parte della categoria Challenger 125 nell'ambito dell'ATP Challenger Tour 2024, si è giocato dal 16 al 22 settembre a Saint-Tropez, in Francia. Dan Added e Albano Olivetti erano i detentori del titolo ma solo Added aveva scelto di difendere il titolo in coppia con Jonathan Eysseric.
In finale Sander Arends e Luke Johnson hanno sconfitto André Göransson e Sem Verbeek con il punteggio di 3–6, 6–3, [10–4].

## Teste di serie
1. André Göransson /  Sem Verbeek (finale)
2. Sander Arends /  Luke Johnson (campioni)

1. Romain Arneodo /  Théo Arribagé (semifinale)
2. Sergio Martos Gornés /  Petros Tsitsipas (primo turno)

## Wildcard
1. Alexandre Aubriot /  Louis Tessa (primo turno)'

1. Maé Malige /  Arthur Reymond (primo turno)

## Tabellone

### Legenda
| - Q = Qualificato - WC = Wild card - LL = Lucky loser | - ALT = Alternate - SE = Special Exempt - PR = Protected Ranking | - w/o = Walkover - r = Ritirato - d = Squalificato |

|  | Primo turno | Primo turno                         | Primo turno                         | Primo turno | Primo turno |  |  | Quarti di finale | Quarti di finale           | Quarti di finale          | Quarti di finale     | Quarti di finale     |   |      | Semifinali | Semifinali                  | Semifinali            | Semifinali                 | Semifinali |   |      | Finale | Finale | Finale | Finale | Finale |  |
|  |             |                                     |                                     |             |             |  |  |                  |                            |                           |                      |                      |   |      |            |                             |                       |                            |            |   |      |        |        |        |        |        |  |
|  | 1           | A Göransson S Verbeek               | A Göransson S Verbeek               | 6           | 6           |  |  |                  |                            |                           |                      |                      |   |      |            |                             |                       |                            |            |   |      |        |        |        |        |        |  |
|  | WC          | A Aubriot L Tessa                   | A Aubriot L Tessa                   | 1           | 4           |  |  | 1                | A Göransson S Verbeek      | A Göransson S Verbeek     | 7                    | 6                    |   |      |            |                             |                       |                            |            |   |      |        |        |        |        |        |  |
|  |             | H Mayot L Sanchez                   | H Mayot L Sanchez                   | 3           | 3           |  |  |                  | M Kaśnikowski K Majchrzak  | M Kaśnikowski K Majchrzak | 5                    | 1                    |   |      |            |                             |                       |                            |            |   |      |        |        |        |        |        |  |
|  |             | M Kaśnikowski K Majchrzak           | M Kaśnikowski K Majchrzak           | 6           | 6           |  |  |                  |                            |                           |                      |                      |   |      | 1          | A Göransson S Verbeek       | A Göransson S Verbeek | 6                          | 6          |   |      |        |        |        |        |        |  |
|  | 3           | R Arneodo T Arribagé                | R Arneodo T Arribagé                | 7           | 6           |  |  |                  |                            | 3                         | R Arneodo T Arribagé | R Arneodo T Arribagé | 4 | 4    |            |                             |                       |                            |            |   |      |        |        |        |        |        |  |
|  |             | A Chandrasekar N Kaliyanda Poonacha | A Chandrasekar N Kaliyanda Poonacha | 62          | 3           |  |  | 3                | R Arneodo T Arribagé       | R Arneodo T Arribagé      | 6                    | 6                    |   |      |            |                             |                       |                            |            |   |      |        |        |        |        |        |  |
|  |             | D Cukierman I Liutarevich           | D Cukierman I Liutarevich           | 6           | 78          |  |  |                  | D Cukierman I Liutarevich  | D Cukierman I Liutarevich | 2                    | 1                    |   |      |            |                             |                       |                            |            |   |      |        |        |        |        |        |  |
|  |             | D Added J Eysseric                  | D Added J Eysseric                  | 2           | 6           |  |  |                  |                            |                           |                      |                      |   |      | 1          | André Göransson Sem Verbeek | 6                     | 3                          | [4]        |   |      |        |        |        |        |        |  |
|  |             | R Seggerman S Walków                | R Seggerman S Walków                | 4           | 65          |  |  |                  |                            |                           |                      |                      |   |      |            |                             | 2                     | Sander Arends Luke Johnson | 3          | 6 | [10] |        |        |        |        |        |  |
|  |             | B Hassan D Vega Hernández           | B Hassan D Vega Hernández           | 6           | 7           |  |  |                  | B Hassan D Vega Hernández  | 6                         | 4                    | [11]                 |   |      |            |                             |                       |                            |            |   |      |        |        |        |        |        |  |
|  |             | V Kirkov P Niklas-Salminen          | 4                                   | 7           | [10]        |  |  |                  | V Kirkov P Niklas-Salminen | 4                         | 6                    | [9]                  |   |      |            |                             |                       |                            |            |   |      |        |        |        |        |        |  |
|  | 4           | S Martos Gornés P Tsitsipas         | 6                                   | 64          | [7]         |  |  |                  |                            |                           |                      |                      |   |      |            | B Hassan D Vega Hernández   | 6                     | 5                          | [11]       |   |      |        |        |        |        |        |  |
|  |             | G Goldhoff F Romboli                | 6                                   | 3           | [13]        |  |  |                  |                            | 2                         | S Arends L Johnson   | 4                    | 7 | [13] |            |                             |                       |                            |            |   |      |        |        |        |        |        |  |
|  | WC          | M Malige A Reymond                  | 2                                   | 6           | [11]        |  |  |                  | G Goldhoff F Romboli       | G Goldhoff F Romboli      | 1                    | 4                    |   |      |            |                             |                       |                            |            |   |      |        |        |        |        |        |  |
|  |             | A Bellier U Blanchet                | A Bellier U Blanchet                | 2           | 2           |  |  | 2                | S Arends L Johnson         | S Arends L Johnson        | 6                    | 6                    |   |      |            |                             |                       |                            |            |   |      |        |        |        |        |        |  |
|  | 2           | S Arends L Johnson                  | S Arends L Johnson                  | 6           | 6           |  |  |                  |                            |                           |                      |                      |   |      |            |                             |                       |                            |            |   |      |        |        |        |        |        |  |